# Wurlali

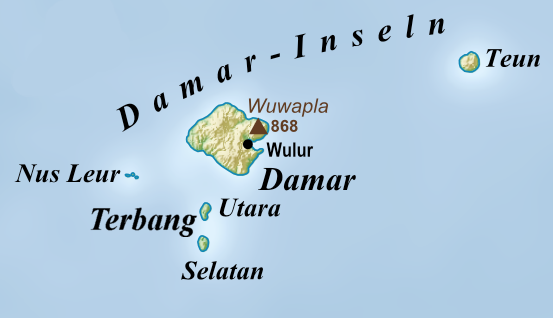
Karte der Damarinseln

Der Wurlali (indonesisch Gunung Wurlali, auch Wuwapla) ist ein Schichtvulkan an der Ostküste der indonesischen Insel Damar. Er ist mit 868 m der höchste Berg der Insel.
Der Wurlali ist der in historischer Zeit aktivste Vulkan des Bandabogens. Er entstand am nördlichen Ende einer fünf Kilometer breiten Caldera. An der Südwestflanke der beiden Krater tritt Schwefel aus. Der letzte Ausbruch fand 1892 statt.
1993 gab es ein Erdbeben, Erdrutsche und Rauchentwicklung. 4000 Menschen wurden evakuiert.  Am 23. Januar 2003 gab es ein Erdbeben mit einer Stärke von 6,1. Nahe dem Strand, südwestlich des Vulkans, treten heiße Quellen hervor.